# کوه اکراد
کوه اکراد یک کوه در سوریه است که در Latakia, Idlib Governorate واقع شده‌است. کوه اکراد ۴۰۰–۱٬۰۰۰ متر بالاتر از سطح دریا واقع شده‌است.